# مونروویا
مونروویا پایتخت کشور آفریقایی لیبریا است. این شهر به نام جیمز مونرو، یکی از رؤسای جمهور ایالات متحده آمریکا نام‌گذاری شده‌است.

## جغرافیا
جمعیت این شهر در سال ۲۰۰۳ برابر با ۵۷۲ هزار نفر بوده‌است.

## اقتصاد
محور اصلی اقتصاد مونروویا را فعالیت‌های بندری تشکیل می‌دهد.
صادرات اصلی مونروویا لاتکس (شیرآبه) و سنگ آهن است.

## گردشگری
موزه ملی لیبریا از جاذبه‌های گردشگری این شهر است.

## تاریخچه
محل امروزی مونروویا از دهه ۱۵۶۰ میلادی مسکونی بوده‌است. در آن زمان دریانوردان پرتغالی در آن سکونت داشتند و آن را «کِیپ مِسورادو» می‌نامیدند.
به دلیل حمایت‌های جیمز مونرو، پنجمین رئیس‌جمهور ایالات متحده آمریکا، برای کلونی شدن لیبریا، مونروویا را به افتخار او نام‌گذاری کردند.
بندر مونروویا در جنگ جهانی دوم به‌طور گسترده از سوی نیروهای آمریکایی گسترش پیدا کرد.

## شهرهای خواهر
- تایپه، تایوان
- دایتون، اوهایو، ایالات متحده آمریکا

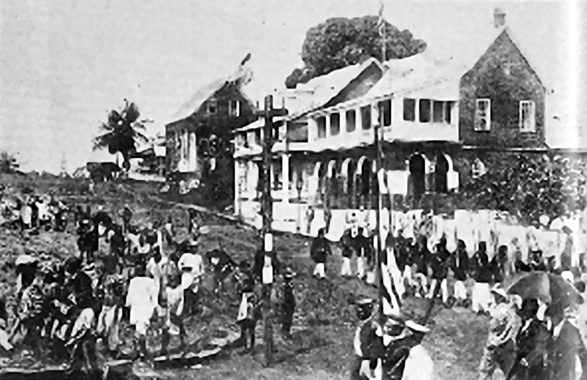
مونروویا در دهه ۱۸۰۰ (میلادی).

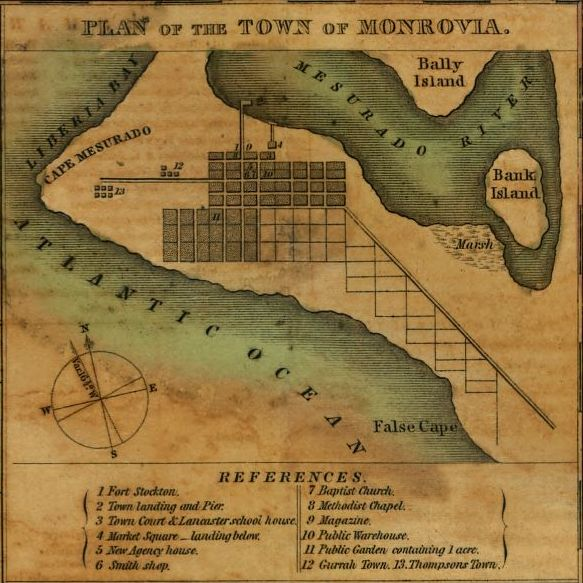
نقشه‌ای تاریخی از شهر مونروویا در دهه ۱۸۰۰.